# دستور تونس 2014

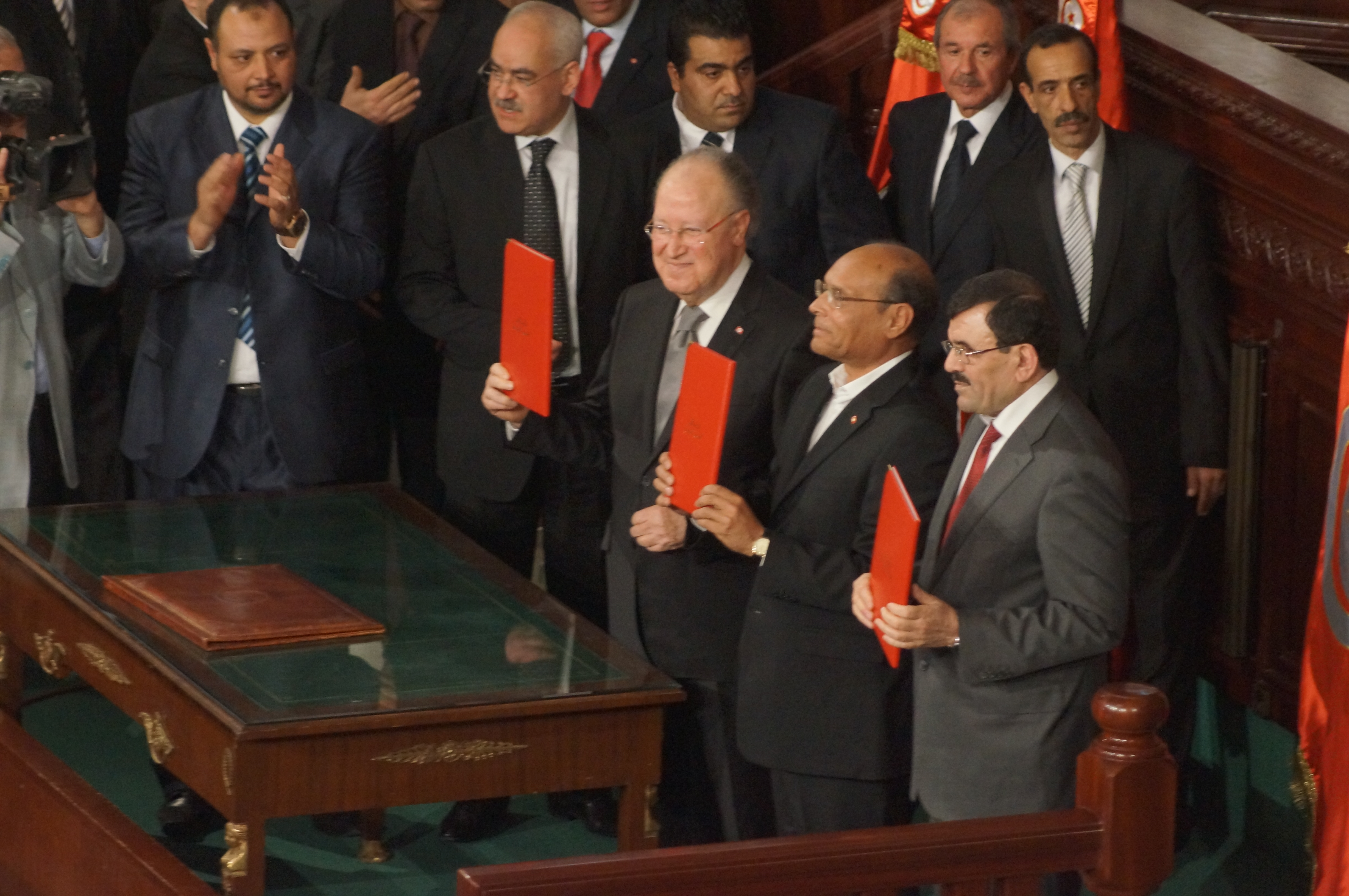
الرؤساء الثلاثة في حفل التوقيع على الدستور الجديد: علي العريض (يمين، رئيس الحكومة)، المنصف المرزوقي (وسط، رئيس الجمهورية)، مصطفى بن جعفر (يسار، رئيس المجلس).

دستور الجمهورية التونسية 2014 هو دستور تونس السابق صادق عليه المجلس الوطني التأسيسي التونسي في 26 يناير 2014 والذي تم انتخابه في 23 أكتوبر 2011 بعد سنتين ونصف من العمل المتواصل، وتم ختمه في 27 يناير 2014 في جلسة من قبل:
- رئيس الجمهورية التونسية: المنصف المرزوقي
- رئيس الحكومة التونسية: علي العريض
- رئيس المجلس الوطني التأسيسي التونسي: مصطفى بن جعفر

بحضور عشرات الشخصيات التونسية وعشرات من السفراء والضيوف الأجانب في تونس.

جاء هذا الدستور نتيجة للثورة التونسية التي أطاحت بالرئيس زين العابدين بن علي ونظامه.

بعد سقوط نظام بن علي تم تعليق العمل بدستور 1959، وتم تعويضه بدستور تونس المؤقت 2011، والذي أخيرا تبعه هذا الدستور الرسمي.

يعتبر هذا الدستور الثالث في تاريخ تونس المعاصر بعد دستور تونس 1861، ودستور تونس 1959.

تمت المصادقة على هذا الدستور بموافقة 200 نائب، واعتراض 12، وتحفظ 4، أي 216 نائب من جملة 217، لشغور مكان محمد البراهمي الذي اغتيل.

حضر جلسة المصادقة على الدستور شخصيات دولية كرؤساء مجالس النواب العربية والعالمية وسفراء البلدان الأجنبية في تونس وممثلي المنظمات الدولية العالمية كالأمم المتحدة والإتحاد الأوروبي، وكذلك شخصيات من المنظمات الحقوقية الدولية.
انتهى العمل به رسميا بتاريخ 25 يوليو 2022 بعد الموافقة على إقرار دستور جديد للبلاد في استفتاء دستوري.

## الفصول
يتكون هذا الدستور من 149 فصلا، مقسمة على 10 أبواب.
| الباب | عنوان الباب                | الفصول |
| ----- | -------------------------- | --- |
|       | التوطئة                    | توطئة الدستور |
| I     | المبادئ العامة             | 1 · 2 · 3 · 4 · 5 · 6 · 7 · 8 · 9 · 10 · 11 · 12 · 13 · 14 · 15 · 16 · 17 · 18 · 19 · 20 |
| II    | الحقوق والحريات            | 21 · 22 · 23 · 24 · 25 · 26 · 27 · 28 · 29 · 30 · 31 · 32 · 33 · 34 · 35 · 36 · 37 · 38 · 39 · 40 · 41 · 42 · 43 · 44 · 45 · 46 · 47 · 48 · 49 |
| III   | السلطة التشريعية           | 50 · 51 · 52 · 53 · 54 · 55 · 56 · 57 · 58 · 59 · 60 · 61 · 62 · 63 · 64 · 65 · 66 · 67 · 68 · 69 · 70 |
| IV    | السلطة التنفيذية           | 71 - القسم الأول: رئيس الجمهورية: 72 · 73 · 74 · 75 · 76 · 77 · 78 · 79 · 80 · 81 · 82 · 83 · 84 · 85 · 86 · 87 · 88 - القسم الثاني: الحكومة: 89 · 90 · 91 · 92 · 93 · 94 · 95 · 96 · 97 · 98 · 99 · 100 · 101 |
| V     | السلطة القضائية            | 101 · 102 · 103 · 104 · 105 - القسم الأول: القضاء العدلي والإداري والمالي: 106 · 107 · 108 · 109 · 110 · 111 - الفرع الأول: المجلس الأعلى للقضاء: 112 · 113 · 114 - الفرع الثاني: القضاء العدلي: 115 - الفرع الثالث: القضاء الإداري: 116 - الفرع الرابع: القضاء المالي: 117 - القسم الثاني: المحكمة الدستورية: 118 · 119 · 120 · 121 · 122 · 123 · 124 |
| VI    | الهيئات الدستورية المستقلة | 125 - القسم الأول: هيئة الإنتخابات: 126 - القسم الثاني: هيئة الإتصال السمعي البصري: 127 - القسم الثالث: هيئة حقوق الإنسان: 128 - القسم الرابع: هيئة التنمية المستدامة وحقوق الأجيال القادمة: 129 - القسم الخامس: هيئة الحوكمة الرشيدة ومكافحة الفساد: 130                                                                                              |
| VII   | السلطة المحلية             | 131 · 132 · 133 · 134 · 135 · 136 · 137 · 138 · 139 · 140 · 141 · 142 |
| VIII  | تعديل الدستور              | 143 · 144 |
| IX    | الأحكام الختامية           | 145 · 146 · 147 |
| X     | الأحكام الانتقالية         | 148 · 149 |

## احتفال 7 فبراير 2014 الرسمي
أقيم في 7 فبراير 2014 احتفال رسمي في المجلس الوطني التأسيسي التونسي في جلسة عامة ممتازة خارقة للعادة دعت إليها رئاسة الجمهورية التونسية. وأشاد به العديد من القادة الدوليين معتبرينه «شمعة منيرة في الربيع العربي».

قائمة الشخصيات الحاضرة:
- الاتحاد الأوروبي: نائبة رئيس البرلمان الأوروبي إيزابيل دورون ورئيس المجلس الأوروبي هيرمان فان رومبوي.[4]
- فرنسا: رئيس الجمهورية الفرنسية فرانسوا أولاند [5] ورئيس مجلس النواب الفرنسي كلود بارتولون.[6]
- ألمانيا: المستشارة الألمانية أنغيلا ميركل ورئيس مجلس النواب (البوندستاغ) نوربرت لاميرت.[7][8]
- الولايات المتحدة: وزير الخارجية الأمريكي جون كيري ومساعد وزير الخارجية لشؤون الشرق الأدنى الأمريكي جفري فيلتمان.[7]
- المملكة المتحدة: رئيس الوزراء البريطاني ديفيد كاميرون.[7]
- لبنان: الرئيس اللبناني ميشال سليمان [9]
- الجزائر: رئيس الحكومة الجزائرية عبد المالك سلال.[7]
- المغرب: رئيس الحكومة المغربية عبد الإله بنكيران وشقيق ملك المغرب رشيد بن الحسن.[7]
- موريتانيا: الرئيس الموريتاني محمد ولد عبد العزيز.[7]
- إسبانيا: ولي العهد الإسباني فيليبي أمير أستورياس.[10]
- الأردن: رئيس مجلس الأعيان الأردني عبد الرؤوف الروابدة.[11]
- البرتغال: الرئيس السابق للبرتغال وممثلا عنها جورجي سامبايو.[12]
- ليبيا: رئيس الوزراء الليبي علي زيدان.[7]
- الكويت: رئيس الوزراء الكويتي جابر مبارك الحمد الصباح.[13]
- تشاد: الرئيس التشادي إدريس ديبي.[6]
- السنغال: الرئيس السنغالي السابق عبد الله واد.[6]
- الغابون: الرئيس الغابوني علي بونغو أونديمبا.[6]
- تركيا: رئيس البرلمان التركي جميل شيشاك.[6]
- إيطاليا: رئيس مجلس الشيوخ الإيطالي بياترو غراسو.[6]
- مالطا: رئيس البرلمان المالطي انجيلو فاروغيا.[6]
- سويسرا: وزير الداخلية السويسري آلان برسيه.[6]

## ردود الفعل عن إقرار الدستور

### ردود الفعل الداخلية
- حركة النهضة: هنأ رئيس حركة النهضة الشيخ راشد الغنوشي النواب في المجلس التأسيسي والشعب التونسي أجمع بهذا الدستور الذي قال إنه يكرس مبادئ حقوق الإنسان وينص على مراقبة القوانين أعمال الحكومة. وأضاف أن هذا الدستور هو «دستور تاريخي توافقي سيشهد له العالم» وأن تجربة تونس في الديمقراطية هي «تجربة منفردة في العالم العربي».[14]
- نداء تونس: قال الطيب البكوش الأمين العام للحزب أن الدستور كان دستور توافقي حول كل الأطراف السياسية في تونس وأن «العالم سيشهد له».[14]
- التكتل الديمقراطي من أجل العمل والحريات: قال المتحدث الرسمي باسم الحزب محمد بالنور أن هذا الدستور يجمع كل التونسيين مؤكدا على التوافق الكبير على هذا الدستور، وسيكون الدستور «مصدر فخر لكل التونسيين».[14]

### ردود الفعل الدولية
- الأمم المتحدة: أشاد الأمين العام للأمم المتحدة بان كي مون بالمصادقة على الدستور التونسي الجديد، فيما اعتبره «مرحلة تاريخية», وأضاف «إن العملية الانتقالية الديمقراطية في تونس اجتازت مرحلة تاريخية جديدة بالمصادقة على دستور جدي» وقال إن «المثال التونسي قد يكون نموذجا للشعوب الأخرى التي تتطلع إلى إجراء إصلاحات»، وهنأ الشعب التونسي بالتقدم المبهر في العملية الديقمراطية الانتقالية التي شهدتها البلاد.[15][16]
- اليونسكو: حيّت المديرة العامة لليونسكو إيرينا بوكوفا تونس اعترافا بحرية التعبير والإعلام الموجودة في الدستور التونسي الجديد، وقالت «إنه انتصار للديمقراطية والنقاش المدني وحقوق الإنسان»، وقالت أنها سعيدة خاصة بالفصلين 30 و31 الذان يكرسان حقوق الإنسان.[17]
- الاتحاد الأوروبي: هنأت رئيس مفوضية الاتحاد الأوروبي كاترين أشتون تونس باسم الاتحاد الأوروبي لمصادقتها على الدستور الجديد الذي ينص على احترام حقوق المواطنة والمواطن، وحيّت كل مكونات الشعب التونسي من جمعيات ومنظمات وأحزاب وشخصيات سياسية لتوافقهم حول مسار ديمقراطي «يشهد له العالم».[18]
- فرنسا: هنأ الرئيس الفرنسي فرانسوا أولاند بشدة الشعب التونسي لإقراره دستورا جديدا، وقال في بيان رئاسي رسمي أن هذا الدستور يقر الركائز الأساسية للديمقراطية التي تحترم حقوق الإنسان وحقوق جميع المواطنين، وأضاف أنها مرحلة هامة في عملية الانتقال الديمقراطي في البلاد بعد الثورة التونسية. وأشاد الرئيس بكل الأطراف السياسية التي شاركت في الحوار الوطني بين السياسيين، وشدد على وقوف فرنسا إلى جانب تونس في هذا الوضع.[19]
- ألمانيا: أكد سفير ألمانيا في تونس جانس بلوتنر أن تونس أصبحت «معقلا للديمقراطية» خاصة بعد المصادقة على الدستور الجديد الذي يكرس تطلعات الشعب التونسي، ويكرس مبادئ حقوق الإنسان.[18]
- كندا: رحب وزير الخارجية الكندي جون بيرد بالتطور الذي حققته تونس في الانتقال الديمقراطي، وأكد على أن هذا الدستور له «طابع تاريخي وانفرادي في هذه الجهة من العالم».[18]
- إيران: تلقى الرئيس المنصف المرزوقي بعد ختم الدستور رسالة تهنئة من الرئيس الإيراني حسن روحاني هنأ فيها تونس بختم الدستور الجديد وضمنها «مشاعر الإكبار والتقدير للمجلس الوطني التأسيسي والشعب التونسي عامة» وكذلك أعرب عن تمنياته لتونس «كل النجاح ومزيد الإشعاع في محيطها الإقليمي والدولي».[20]
- الولايات المتحدة: هنأ وزير الخارجية الأمريكي جون كيري تونس لنجاحها «الباهر» في المسار الدستوري، مؤكدا على مواصلة الولايات المتحدة دعم تونس في مرحلة الانتقال الديمقراطي، وذلك في اتصال هاتفي مع رئيس الحكومة مهدي جمعة.[21]

## الغاؤه
عقب قرارات الرئيس التونسي قيس سعيد تعليق إختصاصات مجلس نواب الشعب ورفع الحصانة عن أعضاءه وإقالة حكومة هشام المشيشي في 25 يوليو 2021 إستنادا للفصل 80 من الدستور في إطار «الإجراءات الإستثنائية»، أصدر الرئيس سعيد الأمر الرئاسي عدد 117 لسنة 2021 والمؤرّخ في 22 سبتمبر 2021، يقضي عموما بإلغاء دستور 2014 ما عدا البابين الأول والثاني منه، ليتولى الرئيس إدارة السلطة التشريعية والتنفيذية عبر المراسيم. الأمر الذي أدانته معظم الأحزاب بالبلاد مثل حركة النهضة وتنسيقية القوى الديمقراطية.
بينما نفى رئيس الدولة قيس سعيد في إتصال هاتفي مع وزير الخارجية الأمريكي أنتوني بلينكن، يوم 21 نوفمبر 2021، تعليق العمل بالدستور مؤكدا «أنه يتم الإعداد للمراحل القادمة»، مبرزا «أن الإرادة هي الخروج من هذا الوضع الاستثنائي إلى وضع عادي» وفق بيان صادر عن رئاسة الجمهورية. كما ذكر البيان:«الحقيقة هي غير ما يتم الترويج لها، والدستور لم يُعلّق بل تم فقط تجميد عضوية أعضاء المجلس النيابي إلى حين زوال هذا الخطر الذي لا يزال جاثما في البلاد».
في 19 مايو 2022 شكل الرئيس "الهيئة الوطنية الاستشارية من أجل جمهورية جديدة" برئاسة رجل القانون الصادق بلعيد والمكلفة بإعداد دستور جديد للبلاد. وفي 30 يونيو 2022، نشرت رئاسة الجمهورية مشروع الدستور الجديد بالرائد الرسمي للجمهورية التونسية والذي أطلق عليه «مشروع دستور الجمهورية الجديدة» على أن يتم اعتماده في حالة الموافقة عليه في استفتاء 25 يوليو 2022.
في 26 يوليو 2022، أعلنت الهيئة العليا المستقلة للانتخابات موافقة أكثر من 94% من المشاركين في الاستفتاء على مشروع الدستور الجديد وعليه فقد تم اقرار العمل به رسميا والتخلي عن دستور 2014.

## مقالات ذات صلة
- الثورة التونسية
- المجلس الوطني التأسيسي التونسي
- دستور تونس 1959
- دستور تونس المؤقت 2011

## روابط خارجية
- النسخة الرسمية للدستور نسخة محفوظة 19 يونيو 2018 على موقع واي باك مشين..